# Baard Kaalaas
Baard Bastian Larsen Kaalaas, född 7 januari 1851 i Hamre på Osterøy, död 25 december 1918 i Kristiania, var en norsk botaniker. Auktorsnamnet Kaal. kan användas för Baard Kaalaas i samband med ett vetenskapligt namn inom botaniken; se Wikipediaartiklar som länkar till auktorsnamnet.
Kaalaas arbetade i flera år som folkskollärare och tog 1876 realartium, 1882 reallärarexamen och var senare lärare vid privatskolor i Kristiania. År 1878 började han studera mossor, främst levermossor, som han dels med universitetsstipendium, dels på egen bekostnad studerade runt om i Norge, särskilt på Vestlandet. 
Kaalaas skrev flera avhandlingar om Norges mossflora, av vilka särskilt Levermossernes udbredelse i Norge ("Nyt Magazin for Naturvidenskap", band 33, 1893) hade grundläggande betydelse för kunskapen om Norges levermossor, varför den även belönades med kronprinsens guldmedalj. Dessutom kan nämnas Beiträge z. Lebermoosflora Norwegens (Kristiania Videnskabsselskabs  Skrifter, I 1898), Zur Bryologie Norwegens, I ("Nyt Magazin for Naturvidenskap", band 40, 1902) och Ueber Cephalozia borealis Lindb. (ibidem, band 45, 1907).